# Departamentele Hondurasului
Hondurasul este împărțit în 18 departamente (departamentos).
|       | Departament       | Capitală            | Populație (2001) | Populație (2010) | Progres demografic (%) | Suprafață (km2) |
| ----- | ----------------- | ------------------- | ---------------- | ---------------- | ---------------------- | --------------- |
| 1.    | Atlántida         | La Ceiba            | 344.099          | 407.551          | 18.44%                 | 4.251           |
| 2.    | Choluteca         | Choluteca           | 390.805          | 459.124          | 17.48%                 | 4.211           |
| 3.    | Colón             | Trujillo            | 246.708          | 293.540          | 18.98%                 | 8.875           |
| 4.    | Comayagua         | Comayagua           | 352.881          | 442.251          | 25.33%                 | 5.196           |
| 5.    | Copán             | Santa Rosa de Copán | 288.766          | 362.226          | 25.44%                 | 3.203           |
| 6.    | Cortés            | San Pedro Sula      | 1.202.510        | 1.570.291        | 30.58%                 | 3.954           |
| 7.    | El Paraíso        | Yuscarán            | 350.054          | 427.232          | 22.05%                 | 7.218           |
| 8.    | Francisco Morazán | Tegucigalpa         | 1.180.676        | 1.433.810        | 21.44%                 | 7.946           |
| 9.    | Gracias a Dios    | Puerto Lempira      | 67.384           | 88.314           | 31.06%                 | 16.630          |
| 10.   | Intibucá          | La Esperanza        | 179.862          | 232.509          | 29.27%                 | 3.072           |
| 11.   | Islas de la Bahía | Roatán              | 38.073           | 49.158           | 29.12%                 | 261             |
| 12.   | La Paz            | La Paz              | 156.560          | 196.322          | 25.40%                 | 2.331           |
| 13.   | Lempira           | Gracias             | 250.067          | 315.565          | 26.19%                 | 4.290           |
| 14.   | Ocotepeque        | Nueva Ocotepeque    | 108.029          | 132.453          | 22.61%                 | 1.680           |
| 15.   | Olancho           | Juticalpa           | 419.561          | 509.564          | 21.45%                 | 24.351          |
| 16.   | Santa Bárbara     | Santa Bárbara       | 342.054          | 402.367          | 17.63%                 | 5.115           |
| 17.   | Valle             | Nacaome             | 151.841          | 171.613          | 13.02%                 | 1.565           |
| 18.   | Yoro              | Yoro                | 465.414          | 552.100          | 18.63%                 | 7.939           |
| Total | -                 | -                   | 6.535.344        | 8.045.990        | 23.12%                 | 112.088         |